# Герасулис, Апостолос
Апо́столос Герасу́лис (греч. Απόστολος Γερασούλης, англ. Apostolos Gerasoulis, известен как A.G.; род. 19 августа 1952, Иоаннина, Греция) — греко-американский учёный в области информатики, один из ведущих мировых экспертов в сфере информационного поиска. Профессор департамента информатики Школы искусств и наук Ратгерского университета. В 2000 году совместно с коллегами создал поисковую систему Teoma.
h-индекс = 27, процитирован > 4 100 раз.

## Биография
Родился в деревне Горгопотамос недалеко от городка Коница в Иоаннине (Греция). В 6-летнем возрасте вместе с семьёй переехал в город Иоаннина.

### Образование
Иоаннинский университет (бакалавр математики и физики, 1974), Университет Стоуни-Брук (магистр прикладной математики, 1976; доктор философии в области прикладной математики, 1979).

### Карьера
1979—2000, 2010—н. в.: профессор информатики Ратгерского университета.
2000—2010: CEO и CTO в Teoma (2000—2001), CTO и исполнительный вице-президент в Ask.com (2001—2010).
Автор многочисленных научных статей.
Имеет патенты.

## Сфера научных интересов
Вычислительные методы, информационный поиск, извлечение информации, поисковые системы, data mining, машинное обучение.

## Личная жизнь
С 1994 года женат на Сяолан Чжан, в браке с которой имеет двоих детей.